# Futura, festival international d'art acousmatique et des arts de support
 (janvier 2023).
Pour les articles homonymes, voir Futura.
Futura est la structure organisatrice du festival international d’art acousmatique créée en 1992 par Robert Curtet, Denis Dufour et Jean-François Minjard à Crest dans la Drôme.
À l’origine le festival fut consacré à l’art acousmatique, ceci dès sa première manifestation à la Tour de Crest les 8 et 9 octobre 1993. Mais tout de suite, les fondateurs ont souhaité rapprocher l’acousmatique d’autres disciplines dont la démarche de production est voisine : cinéma expérimental, art vidéo, photographie, arts plastiques.
En effet, leur parti pris a été d’écarter d’emblée toute idée de raccordement à la musique live, car l’expérience leur a enseigné qu’il existe bien plus de liens possibles, de passerelles et de curiosité mutuelle entre les praticiens de l’art acousmatique et ceux du cinéma, de la vidéo, de la photo, des arts plastiques (et leurs publics respectifs), qu’entre le monde musical “traditionnel” et leur propre univers. Ont donc été privilégiés les liens avec ceux qui par leur pratique, leur expérience et leur goût, étaient déjà proches (sans le savoir toujours) de la démarche concrète. C’est ainsi que Futura a pris pour objet dès 1995 : “festival international d’art acousmatique et des arts de support”.
Futura est dirigé et administré par Denis Dufour jusqu'en 2006, relayé depuis par Vincent Laubeuf.